# Hans Albers

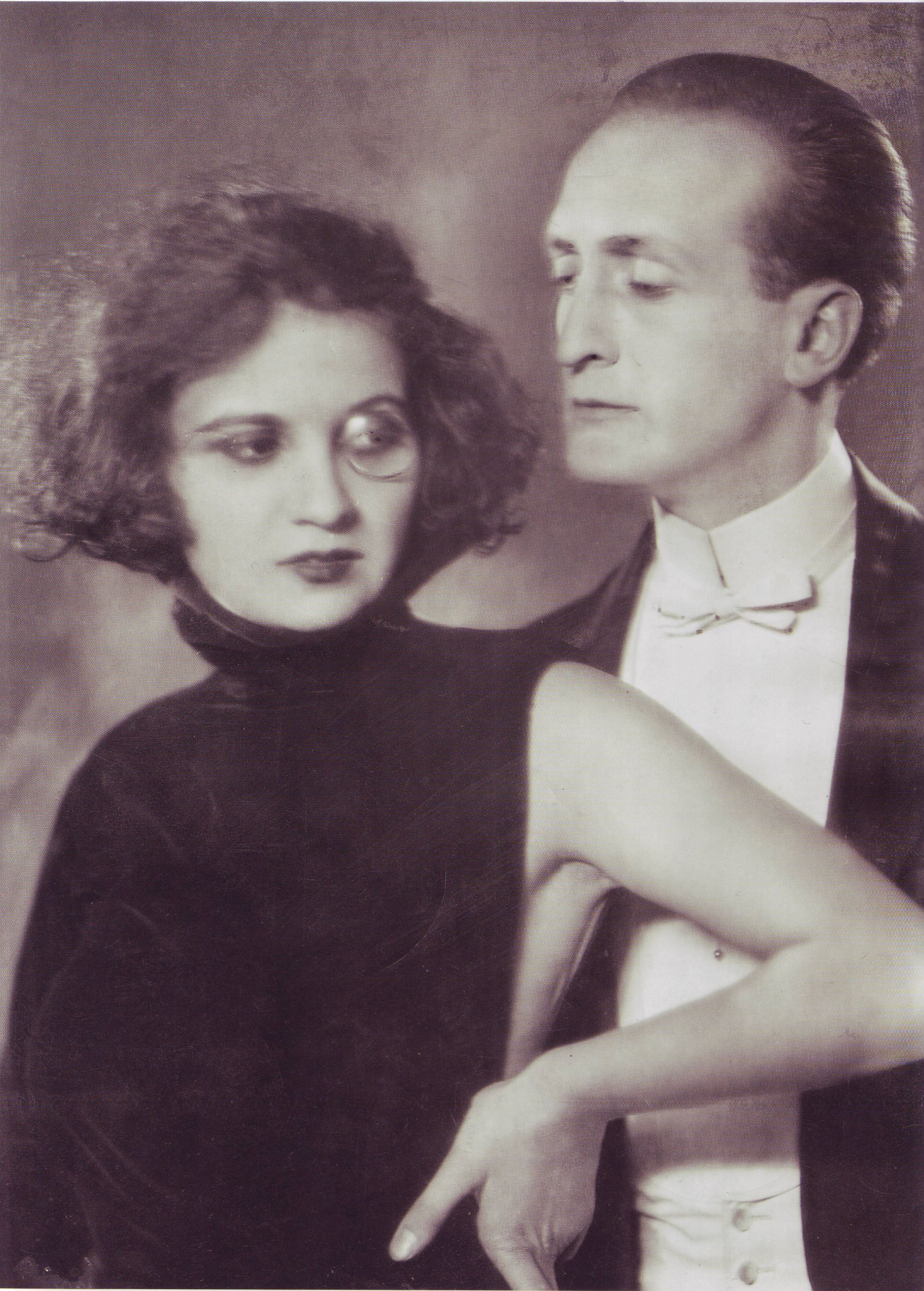
Hans Albers amb una dona, 1924

Hans Albers (22 de setembre de 1891 – 24 de juliol de 1960) va ser un cantant i actor teatral i cinematogràfic alemany, l'intèrpret alemany més important entre els anys 1930 i 1945.

## Biografia
El seu nom complet era Hans Philipp August Albers, i va néixer a Hamburg, Alemanya. Fill d'un carnisser, es va criar al barri hamburgués de Sankt Georg. Com adolescent es va interessar vivament en l'actuació, i va prendre classes sense donar-ho a conèixer als seus pares. El 1915 Albers va ser reclutat per servir en l'exèrcit alemany a la Primera Guerra Mundial, i aviat va tornar ferit del front. Després de la guerra va viure a Berlín, on va trobar treball com a actor còmic en diversos teatres de la ciutat on va aconseguir notorietat gràcies a la seva actuació en l'obra Die Verbrecher (Els criminals) de Ferdinand Bruckner. Va ser també a Berlín on va començar una relació sentimental amb l'actriu Hansi Burg (1898–1975), la qual es va mantenir fins a la mort de l'actor.
Després d'actuar en més de cent pel·lícules mudes, Albers va protagonitzar un dels primers films sonors alemanys, Die Nacht gehört uns de Carl Froelich el 1929. Poc després va encarnar a Mazeppa en el clàssic protagonitzat per Marlene Dietrich El angel blau. Albers va aconseguir la fama el 1930 amb la pel·lícula Der Greifer, i al llarg dels anys 1930 va consolidar la seva fama gràcies a personatges igualment atrevits. Probablement es trobava al seu millor moment quan va treballar al costat de Heinz Rühmann en Bomben auf Monte Carlo (1931) amb qui també va actuar en Der Mann, der Sherlock Holmes war (1937). Moltes de les cançons que Albers interpretava en les seves pel·lícules es van convertir en grans èxits, i algunes d'elles segueixen sent populars avui dia.
Quan els Nazis van arribar al poder en 1933, Albers i la seva companya, Hansi Burg, d'arrels jueves, es van mudar al Llac de Starnberg, a Baviera. Encara que mai va recolzar públicament al règim nazi, Albers va arribar a ser l'actor més famós de l'època i va ser incorporat en la Llista dels artistes graciats per déu, màxim reconeixement per a un artista sota el règim nazi. Malgrat que l'actor era membre del partit, sempre va evitar que públicament se li associés amb el mateix. Com un signe definitiu de la seva fama, els nazis van arribar a acceptar durant llarg temps la seva relació amb Hansi Burg. No obstant això, Albers finalment va cedir davant la pressió, i Hansi Burg va fugir a Suïssa i després al Regne Unit el 1939, encara que la parella va mantenir la seva relació en secret, encarregant-se ell de recolzar econòmicament a Burg. Tots dos van poder reunir-se després de la Segona Guerra Mundial, quan ella va tornar a Alemanya vestint un uniforme britànic.

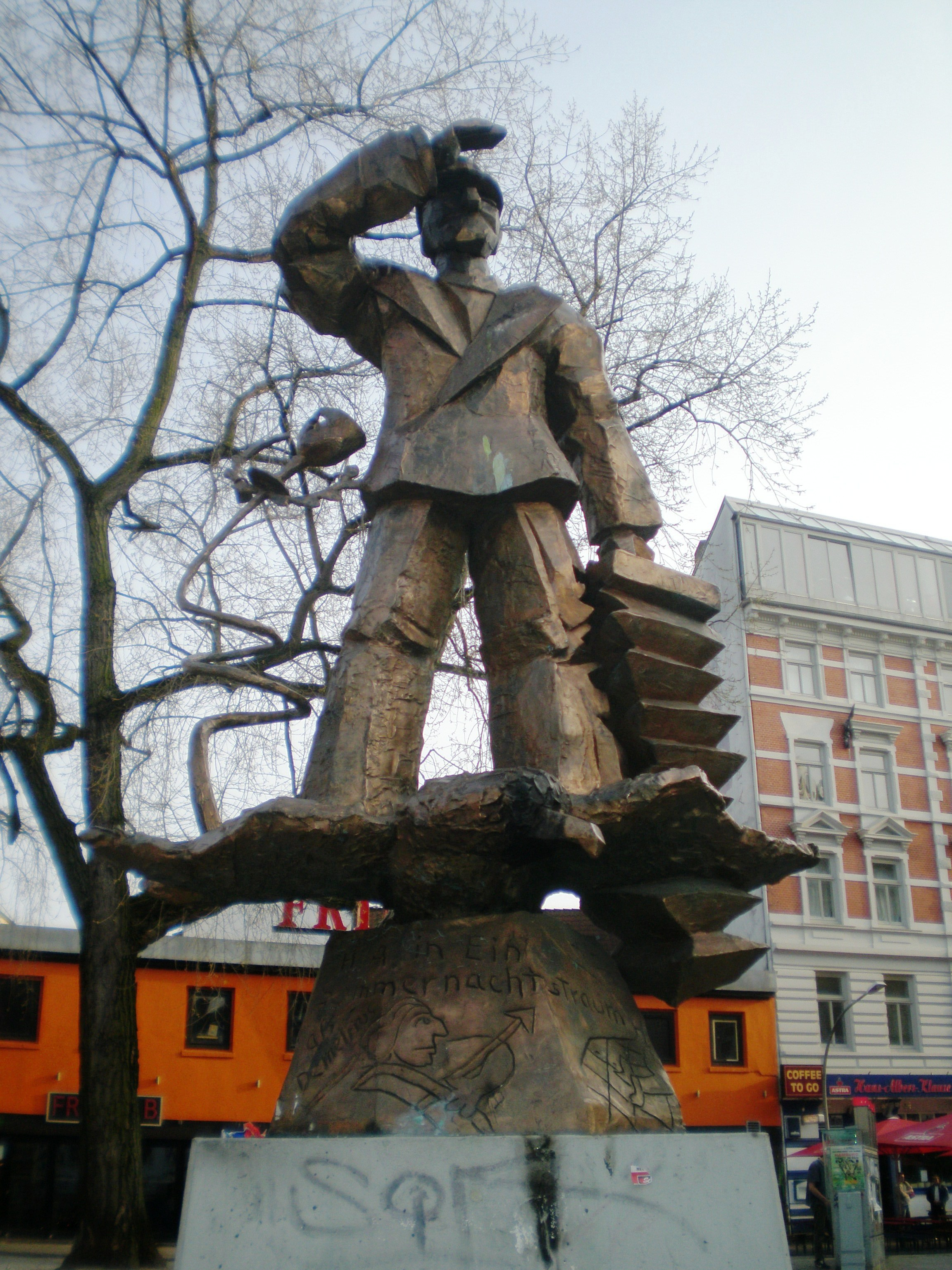
Estàtua d'Hans Albers a la Plaça Hans Albers, a Hamburg. Per Jörg Immendorff, 1986

El 1943 Albers va rebre una important quantitat de diners per actuar en una cinta de gran pressupost rodada amb motiu del 25è aniversari de la Universum Film AG, Münchhausen, però va tenir cura de no fer l'efecte que donava suport al règim nazi. Aquest mateix any va rodar un altre clàssic alemany, Grosse Freiheit Nr. 7, amb l'actriu Ilse Werner. Algunes escenes van ser rodades a Praga a causa dels danys causats pels bombardejos a Hamburg després de l'Operació Gomorra.
Finalitzada la guerra, Albers va ser capaç d'evitar la crisi financera i l'ostracisme a què s'enfrontaven molts actors que van simpatitzar amb el règim nazi, gràcies a la seva relació amb Hansi Burg. Malgrat això, els «herois» alemanys es consideraven indesitjables pel govern d'ocupació, que volia promocionar els seus propis artistes. Això va suposar una interrupció en la seva carrera i la dificultat de trobar papers. Finalment va obtenir l'oportunitat de treballar com a actor de caràcter on va encarnar personatges d'una certa edat, savis i respectables. Va aconseguir de nou certa fama, encara que sense aconseguir la que havia obtingut durant la dictadura nazi. Als primers anys 1950 la seva presència i frescor gairebé havien desaparegut, a la qual cosa influïa la seva cada vegada major alcoholisme. No obstant això, va continuar treballant al cinema fins a una edat avançada.
Hans Albers va morir el 1960 al sanatori proper al Llac de Starnberg, a causa d'una hemorràgia interna. Tota la nació va plorar la seva pèrdua. Va ser enterrat a Hamburg, al Cementiri d'Ohlsdorf.

## Selecció de la seva filmografia
- Jahreszeiten des Lebens, de Franz Hofer (1915)
- Rauschgold, de H. Derweyn (1917)
- Rache des Gefallenen (1917)
- Das Spitzentuch der Fürstin Wolkowska, de Josef Stein i Robert Reinert (1917)
- Die Tochter der Gräfin Stachowska, d'Otto Rippert (1917)
- Liebe und Leben, 1. Teil - Die Seele des Kindes, de Walter Schmidthässler (1918)
- Leuchtende Punkte, de Georg Alexander (1918)
- Irrwege der Liebe, de Josef Stein (1918)
- Halkas Gelöbnis, d'Alfred Halm (1918)
- Der Mut zur Sünde, de Heinrich Bolten-Baeckers i Robert Leffler (1918)
- Der Fluch des Nuri, de Carl Boese (1918)
- Das Lied der Colombine, de Emil Justitz (1918)
- Das Licht des Lebens, de Josef Stein (1918)
- Baroneßchen auf Strafurlaub, de Otto Rippert (1918)
- Am Scheidewege, de Alfred Halm (1918)
- Die Dreizehn, de Alfred Halm (1918)
- Sadja, d'Adolf Gärtner i Erik Lund (1918)
- Der Fürst, de Max Maschke (1921)
- Die große und die kleine Welt, de Max Mack (1921)
- Der falsche Dimitri, de Hans Steinhoff (1922)
- Das schöne Abenteuer, de Manfred Noa (1924)
- An der schönen blauen Donau, de Frederic Zelnik (1926)
- Die Dollarprinzessin und ihre sechs Freier, de Felix Basch (1927)
- Eine kleine Freundin braucht jeder Mann, de Paul Heidemann (1927)
- En perfekt gentleman, de Vilhelm Bryde i Gösta Ekman (1927)
- Es zogen drei Burschen, de Carl Wilhelm (1928)
- Das Fräulein aus Argentinien, de Siegfried Philippi (1928)
- Wer das Scheiden hat erfunden, de Wolfgang Neff (1928)
- Weib in Flammen, de Max Reichmann (1928)
- Asphalt, de Joe May (1929)
- Vererbte Triebe: Der Kampf ums neue Geschlecht, de Gustav Ucicky (1929)
- Drei machen ihr Glück, de Carl Wilhelm (1929)
- Der blaue Engel, de Josef von Sternberg (1930)
- Der Greifer, de Richard Eichberg (1930)
- Bomben auf Monte Carlo, de Hanns Schwarz (1931)
- Der Sieger, de Hans Hinrich i Paul Martin (1932)
- Quick, de Robert Siodmak (1932)
- F.P. 1 antwortet nicht, de Karl Hartl (1932)
- Ein gewisser Herr Gran, de Gerhard Lamprecht (1933)
- Flüchtlinge, de Gustav Ucicky (1933)
- Gold, de Karl Hartl (1934)
- Peer Gynt, de Fritz Wendhausen (1934)
- Variétés, de Nicolas Farkas (1935)
- Henker, Frauen und Soldaten, de Johannes Meyer (1935)
- Savoy-Hotel 217, de Gustav Ucicky (1936)
- Der Mann, der Sherlock Holmes war, de Karl Hartl (1937)
- Die gelbe Flagge, de Gerhard Lamprecht (1937)
- Fahrendes Volk, de Jacques Feyder (1938)
- Sergeant Berry, de Herbert Selpin (1938)
- Wasser für Canitoga, de Herbert Selpin (1939)
- Trenck, der Pandur, de Herbert Selpin (1940)
- Münchhausen, de Josef von Báky (1943)
- Föhn, de Rolf Hansen (1950)
- Barbablava (Blaubart) (1951)
- Nachts auf den Straßen, de Rudolf Jugert (1952)
- Auf der Reeperbahn nachts um halb eins, de Wolfgang Liebeneiner (1954)
- I fidanzati della morte, de Romolo Marcellini (1957)
- Der tolle Bomberg, de Rolf Thiele (1957)
- Das Herz von St. Pauli, d'Eugen York (1957)
- Der Greifer, d'Eugen York (1958)
- Der Mann im Strom, d'Eugen York (1958)
- 13 kleine Esel und der Sonnenhof, de Hans Deppe (1958)
- Kein Engel ist so rein, de Wolfgang Becker (1960)

## Selecció de les seves cançons
- 1931: Das ist die Liebe der Matrose (del film Bomben auf Monte Carlo)
- 1931: Kind, du brauchst nicht weinen (del film Der Draufgänger)
- 1932: Flieger, grüß' mit mir die Sonne (del film F.P. 1 antwortet nicht)
- 1932: Hoppla, jetzt komm' ich (del film Der Sieger)
- 1932: Komm' auf die Schaukel, Luise (del espectáculo teatral Liliom)
- 1932: Komm und spiel mit mir (del film Quick)
- 1933: Mein Gorilla hat 'ne Villa im Zoo (del film Heut kommt's drauf an)
- 1936: In meinem Herzen Schatz, da ist für viele Platz (del film Savoy-Hotel 217)
- 1937: Jawohl, meine Herrn [con Heinz Rühmann] (del film Der Mann, der Sherlock Holmes war)
- 1939: Good bye, Jonny (del film Wasser für Canitoga)
- 1944: La Paloma (del film Große Freiheit Nr. 7)
- 1944: Auf der Reeperbahn nachts um halb eins (del film Große Freiheit Nr. 7)
- 1952: Kleine weiße Möwe (del film Käpt'n Bay-Bay)
- 1952: Nimm mich mit, Kapitän, auf die Reise (del film Käpt'n Bay-Bay)
- 1954: Auf der Reeperbahn nachts um halb eins (del film Auf der Reeperbahn nachts um halb eins)
- 1954: Komm auf die Schaukel, Luise (del film Auf der Reeperbahn nachts um halb eins)
- 1957: Das Herz von St. Pauli (del film Das Herz von St. Pauli)
- 1959: Mein Junge, halt die Füße still (del film Dreizehn alte Esel)